# Брюлловская школа
Брюлловская школа, брюлловцы — группа художников — учеников и последователей К. П. Брюллова.
В 1836 году К. П. Брюллов стал профессором и спустя несколько лет его преподавательской деятельности образовался круг художников, которые в отличие от представителей Венециановской школы искали, по замечанию И. Грабаря, необычайные сюжеты, эффектные сопоставления и театральные группировки. Ученики Брюллова усвоили внешние и идиллические черты его романтических исканий, поверхностно восприняли его живописную манеру или прямо подражали ей, заимствовали характерные для Брюллова типы и сюжеты.
Наиболее известные представители школы:
- Я. Ф. Капков (1816—1854) — выступал с картинами так называемого академического жанра («Невеста», 1851); первые его картины «Смерть Алкивиада» и «Силоамская купель» были написаны в явно брюлловском духе;
- П. Н. Орлов (1811—1864) — автор салонных портретов и идеализированных сцен итальянской народной жизни («Октябрьский праздник в Риме», «Итальянское утро»); портреты в стиле Брюллова позволили ему иметь достаточно средств к существованию;
- П. С. Петровский (1815—1842);
- А. М. Максимов (1810—1865) — жанрист и портретист, писавший главным образом иконы; наиболее известна его работа «Богоматерь с младенцем» (Третьяковская галерея).
- А. В. Тыранов (1807—1859) — учился у Венецианова и был его типичным последователем, но перейдя к Брюллову, оставил русские сюжеты и сразу написал в брюлловском стиле картину «Девушка с тамбурином» (портрет И. К. Айвазовского, 1841)
- Г. К. Михайлов (1814—1867) — от Венецианова перешёл к Брюллову.

Среднее положение между брюлловской и венециановской школами занимают: А. Н. Мокрицкий (1810—1870) и Н. Л. Тютрюмов (1821—1877).
Менее значительные представители школы: А. Н. Горонович (1818—1867) — автор картины «Меновой двор в Оренбурге» (Русский музей, 1860); К. В. Григорович (1823—1855) — автор картины «Аполлон и Гиацинт»; Ф. А. Горецкий (1825—1868) — автор портрета скульптора барона П. К. Клодта;
К брюлловцам обычно относят и Т. Г. Шевченко, который, испытав в начале творческого пути сильное влияние К. П. Брюллова, в дальнейшем, однако, пошёл самостоятельным путём.
В последние годы жизни К. П. Брюллова ближе других к нему стояли М. И. Железнов (1825—1880) и А. О. Корицкий (1818—1866).